# Martinair

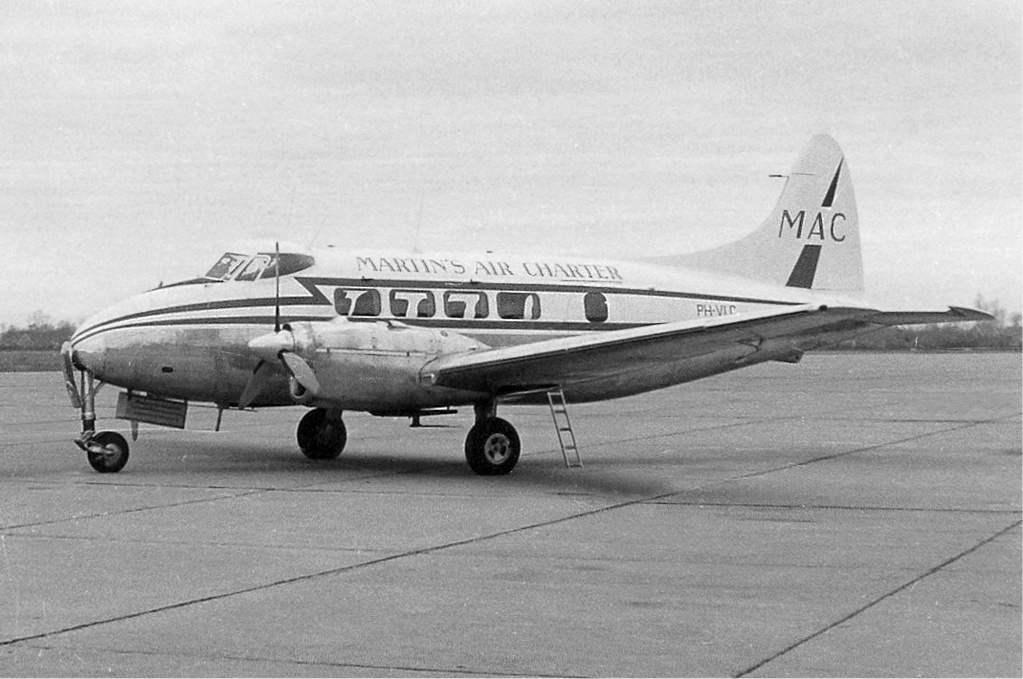
de Havilland Dove авиакомпании Martin’s Air Charter в аэропорте Гронинген, начало 1960-х годов

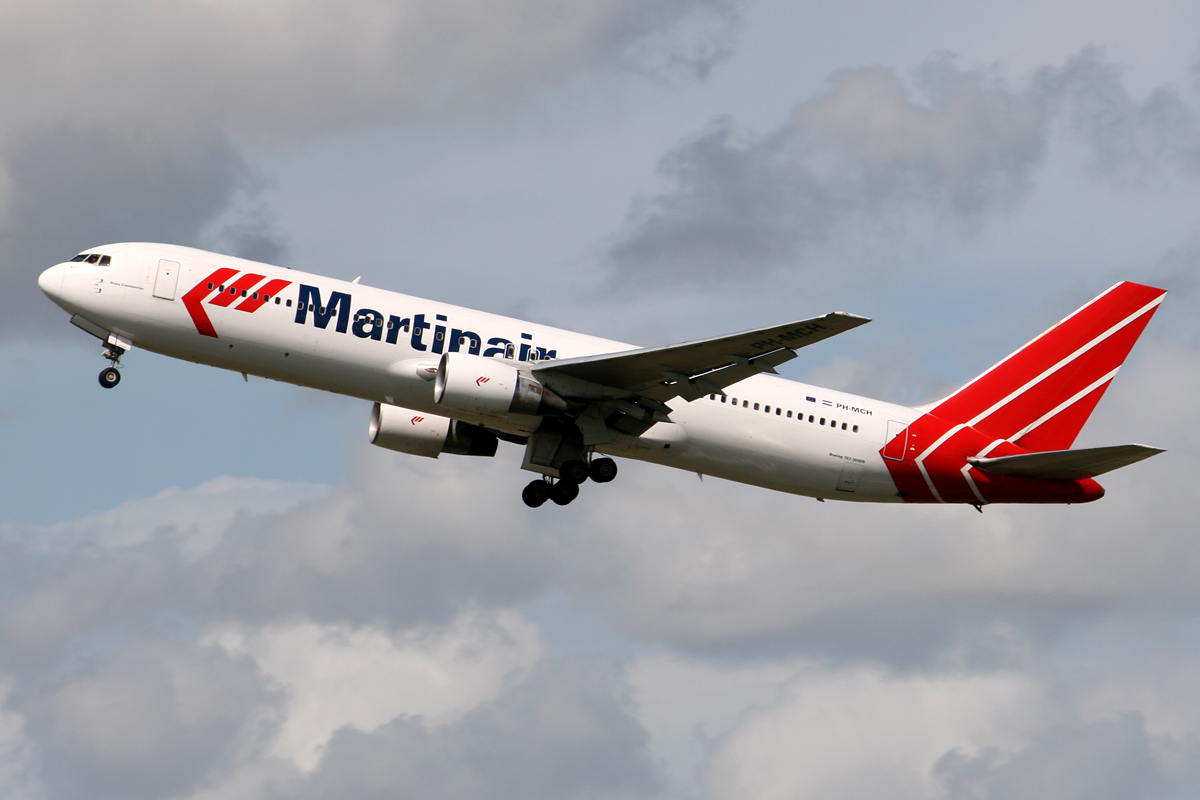
Boeing 767-300ER авиакомпании Martinair на взлёте из амстердамского аэропорт Схипхол, 2008 год

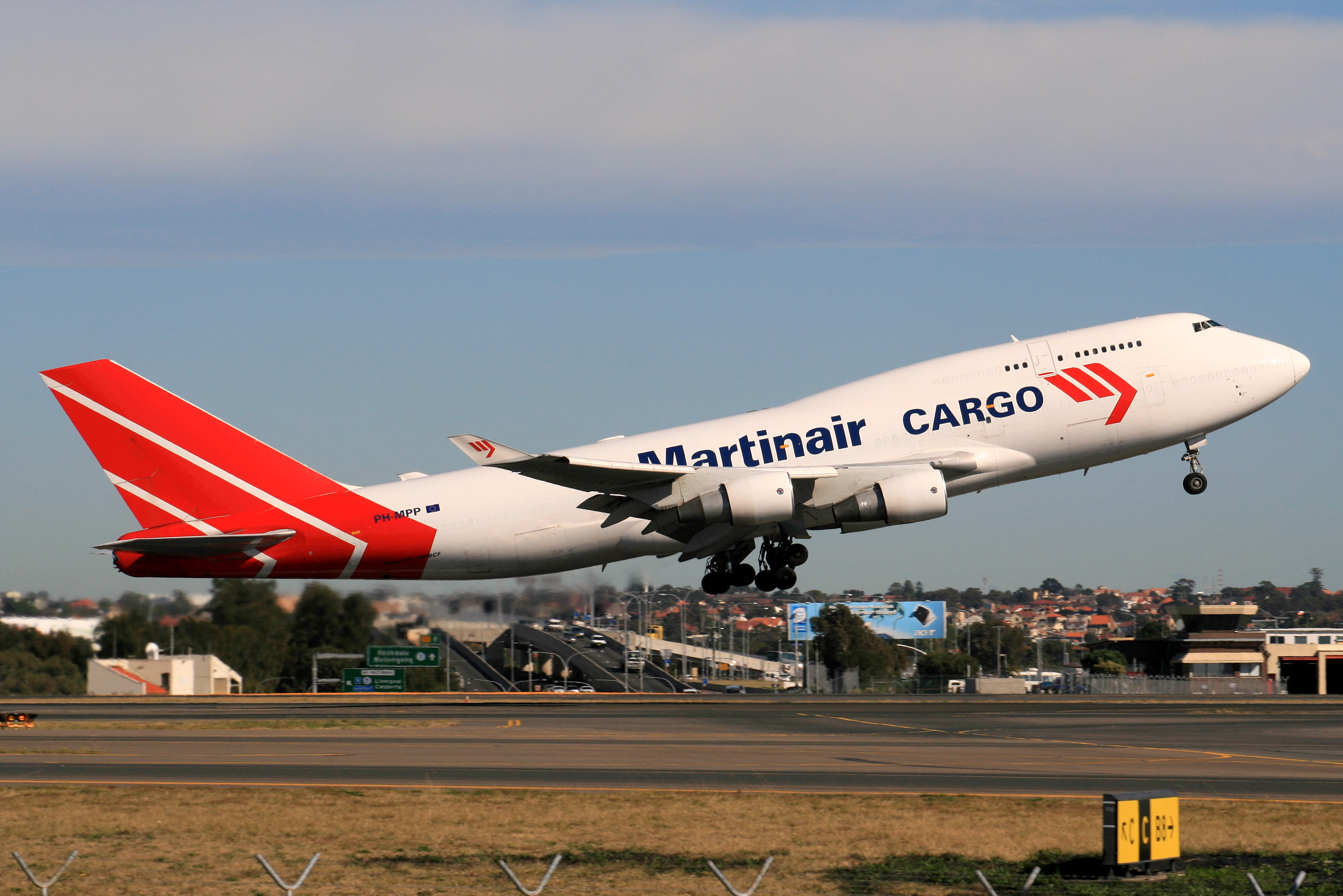
Boeing 747-400BCF авиакомпании Martinair на взлёте из сиднейского аэропорта (Австралия)

Martinair Holland N.V., действующая как Martinair, — нидерландская авиакомпания со штаб-квартирой в Схипхоле (Харлеммермер), работающая в сфере грузовых перевозок между более, чем пятьюдесятью пунктами назначения во всём мире. Принадлежит авиационному холдингу Air France-KLM.
Портом приписки авиакомпании и её главным транзитным узлом (хабом) является амстердамский аэропорт Схипхол.

## История
Авиакомпания Martin’s Air Charter (MAC) была основана 24 мая 1958 года предпринимателями Мартином Схрёдером и Джоном Блоком. Первоначально флот перевозчика состоял из одного самолёта de Havilland Dove, а в штате компании работало пять человек. В 1963 году Шрёдер продал 49% собственности MAC равными долями четырём акционерам нидерландской судоходной компании Nedlloyd (по 12,25% каждому). Впоследствии флагманская авиакомпания страны KLM Dutch Airlines выкупила более 50% собственности перевозчика, ранее принадлежащей Схрёдеру. В 1966 году официальное название компании было изменено на Martinair Holland, а в следующем году авиакомпания открыла рейсы в Соединённые Штаты. В 1971 году в воздушном флоте перевозчика остались только реактивные самолёты.
В 1991 году Martinair Holland получила свой первый грузовой самолёт, в том же году с ливрей всех лайнеров авиакомпании было исключено слово «Holland». В 1996 году Martinair выкупила 40 % акций колумбийского грузового перевозчика TAMPA Cargo, штаб-квартира которого находилась в Медельине, а в 2003 году увеличила долю акций до 58 %. Вся собственность TAMPA Cargo в феврале 2008 года была продана колумбийской флагманской авиакомпании Avianca.
В 1998 году президент Martinair и её генеральный директор Мартин Схрёдер, получивший в 1995 году престижную премию Tony Jannus Award, вышел в отставку.
В том же году Еврокомиссия отказала авиакомпании KLM Dutch Airlines в санкционировании приобретения принадлежащих фирме Nedlloyd акций Martinair. В июне 2007 года руководство компании заявило о желательном исходе ситуации передачи Martinair в собственность одной фирмы, сделав при этом ставку на KLM, и в следующем году при повторном рассмотрении заявки Еврокомиссия утвердила сделку по продаже акций перевозчика, находившихся у Nedlloyd, нидерландской авиакомпании KLM Dutch Airlines. Сделка была полностью закрыта 31 декабря того же года.
В ноябре 2007 года авиакомпания прекратила все ближнемагистральные перевозки и сконцентировала операционную деятельность на дальнемагистральных грузовых маршрутах. В сентябре 2010 года руководство Martinair объявило о завершении всех пассажирских перевозок с ноября 2011 года, которые будут переданы в ведение KLM Dutch Airlines.
В ноябре 2010 года Еврокомиссия оштрафовала авиакомпанию Martinair на 29,5 миллионов евро по результатам расследования в области тарифной политики перевозчика.
31 октября 2011 года авиакомпания совершила свой последний пассажирский рейс и стала полностью грузовым перевозчиком. Все пассажирские направления Martinair были переданы KLM.

## Грузовые направления
Грузовое подразделение «Martinair Cargo» работает, используя переоборудованный в грузовой вариант самолёт Boeing 747-400BCF.

## Флот
В 2014 году было объявлено, что компания в течение двух ближайших лет выведет из эксплуатации самолёты MD 11. Последний грузовой MD 11 совершил финальный полёт и выведен из эксплуатации 8 июля 2016 года, в связи с чем воздушный флот авиакомпании Martinair стал составлять лишь один грузовой самолёт Boeing 747-400F. 
По состоянию на 9 июля 2016 года средний возраст воздушных судов авиакомпании Martinair составляет 26,2 лет.

## Авиапроисшествия и несчастные случаи
- 4 декабря 1974 года, рейс 138 авиакомпании Martinair Holland, самолёт Douglas DC-8 (регистрационный номер PH-MHB). При выведении на посадочный курс международного аэропорта Коломбо (Шри-Ланка), лайнер снизился ниже безопасной высоты и столкнулся с горой. Погиб 191 человек — все, находившиеся на борту самолёта[8].
- 21 декабря 1992 года, рейс 495 Амстердам-Фару авиакомпании Martinair Holland, самолёт McDonnell Douglas DC-10 (регистрационный PH-MBN). При совершении посадки в португальском аэропорте Фару в условиях плохой погоды и экстремального бокового ветра лайнер попал в сильный сдвиг ветра, вызванный микросбросом в атмосфере, задел крылом взлётно-посадочную полосу и сошёл с ВПП, что привело к взрыву одного из топливных баков и последовавшему затем пожару. Из 340 человек на борту лайнера погибло 56 человек[9].